# Kijevski duh
Kijevski duh (ukrajinsko Привид Києва) je vzdevek, ki so ga nadeli nepotrjenemu letalskemu asu ki se je bojeval z letalom tipa MiG-29 Fulcrum, ki je bil 24. februarja 2022 domnevno zaslužen za sestrelitev šestih ruskih letal med Kijevsko ofenzivo. Duh Kijeva je verjetno urbana legenda, ki je bila namenjena dvigovanju morale ukrajincev. 

## Zgodovina
Na družbenih omrežjih so na prvi dan ruske invazije februarja 2022 začeli množično krožiti videoposnetki lovskih letal v Ukrajini, ki trdijo, da je en sam pilot sestrelil več ruskih letal. Morebitni ali legendarni pilot MiG-29, ki ga ukrajinska javnost imenuje Kijevski duh, je  v prvih 30 urah invazije domnevno zmagal v šestih zračnih bojih na nebu Kijeva. Pilot naj bi sestrelil dve letali Su-35, dve letali Su-25, letalo Su-27 in letalo МіG-29. Če je as resničen, bi bil prvi zabeleženi as 21. stoletja, pa tudi prvi as v dnevu 21. stoletja.
Ukrajinsko obrambno ministrstvo trdi, da bi bil, če bi sestrelitve potrdili, duh Kijeva lahko eden od ducatov izkušenih pilotov vojaške rezerve, ki so se po napadu Rusije urgentno vrnili v oborožene sile Ukrajine. V tvitu je Kijevskega duha ukrajinsko ministrstvo imenovalo kot Zračni maščevalec. Ukrajinski vrhovni poveljnik, Valerij Zalužni, je za prvi dan potrdil skupno le šest sestrelitev ruskih letal, čeprav jih je bilo na prvi dan ofenzive morda več.
Nobena izmed uradnih oblasti ali tiskovnih agencij ni neodvisno preverila Kijevskega duha. Nekdanji ukrajinski predsednik Petro Porošenko je na Twitterju objavil fotografijo pilota lovca in trdil, da gre za Kijevskega duha; za katerega sam meni, da je resničen.

## Morala
Kijevski duh je bil opisan za dvigovalca ukrajinske morale, ki je okrepil optimizem ob soočenju z rusko invazijo. Z zgodbami, ki jih Ukrajinci delijo na družbenih omrežjih še preden so oblasti tega sploh potrdile; legende verjetno niso namerne kreacije.
Računalniško ustvarjeni posnetki zračnega dvoboja in strmoglavljenja z vlogami Kijevskega duha so bili narejeni v videoigri Digital Combat Simulator in jih je naložil uporabnik YouTuba. Nalagatelj je v opisu odkrito navedel, da posnetek ni resničen in je zgolj poklon Kijevskemu duhu, resničnem ali ponarejenemu, da se še naprej bori. Posnetek je delil tudi uradni Twitter račun ukrajinskih oboroženih sil. Videoposnetek je bil nato naložen na Twitter in se je razširil, Snopes pa je pojasnil, da je ponarejen.
Task & Purpose je trdil, da je bil glede na redkost asov v 21. stoletju in močno protiraketno obrambo Ukrajine navkljub 6 zračnim zmagam Kijevski duh »dovolj resničen«. Tom Demerly iz The Aviationist je trdil, da je Kijevski duh »primer bizarnih izkrivljanj ... okrepljenih z kaosom vojne«.
Podobno kot pri Kijevskemu duhu so se 26. februarja 2022 na družbenih omrežjih pojavila poročila o vojaku ukrajinskih kopenskih sil, ki so ga poimenovali Ukrajinski kosec, ki naj bi samo v boju ubil več kot dvajset ruskih vojakov.